# Beach House
Beach House is een dreampop-duo uit  de Amerikaanse stad Baltimore bestaande uit Victoria Legrand (zang, orgel) en Alex Scally (gitaar, toetsen, zang). 
Het duo begon in 2004 en bracht in 2006 hun eerste album uit, getiteld Beach House. In 2008 werd dit album opgevolgd door Devotion, daarna volgden Teen Dream in 2010, Bloom in 2012, Depression Cherry in 2015, Thank Your Lucky Stars in 2015, B-Sides and Rarities in 2017 en 7 in 2018. In 2022 bracht Beach House haar meest recente album uit, genaamd Once Twice Melody.
Het album Teen Dream werd door recensenten warm onthaald en betekende voor Beach House een doorbraak naar het grotere publiek.

## Discografie

### Albums
- Beach House (Carpark Records, 2006)
- Devotion (Carpark Records, 2008)
- Teen Dream (Sub Pop Records, 2010)
- Bloom (Sub Pop Records, 2012)
- Depression Cherry (Sub Pop Records, 2015)
- Thank Your Lucky Stars (Sub Pop Records, 2015)
- B-Sides and Rarities (Sub Pop, Records, 2017)
- 7 (Sub Pop Records, 2018)
- Once Twice Melody (18 februari 2022)

### Singles en EP's
- Used to Be (2008)
- Norway (2008)
- Zebra (2010)
- Myth (2012)
- Lazuli (2012)
- Sparks (2015)
- Chariot (2017)
- Lemon Glow (2018)
- Dive (2018)
- Dark Spring (2018)
- Black Car (2018)
- Alien (2018)
- Hurts to Love (2022)
- Become (2023)